# Чемоданов Василь Тарасович
Василь Тарасович Чемоданов (1903, місто Москва, тепер Російська Федерація — розстріляний 27 листопада 1937, місто Москва, Російська Федерація) — радянський комсомольський діяч, секретар ЦК ВЛКСМ, член Бюро ЦК ВЛКСМ із 7 грудня 1929 по 16 січня 1931 року, генеральний секретар виконавчого комітету Комуністичного інтернаціоналу молоді. Член Центральної контрольної комісії ВКП(б) у 1930—1934 роках.

## Біографія
Народився в родині шевця. Закінчив церковноприходську школу, навчався в міському училищі в Москві. З 1915 року був учнем на телеграфному заводі в Москві.
З 1918 по 1920 рік — учень в друкарні штабу військ Всеросійської надзвичайної комісії (ВЧК); агент-рикша Московської спілки споживчих товариств; паспортист у Москві.
У 1920 році — завідувач відділу обліку та розподілу житлової площі Управління квартального господарства Московської міської ради.
У 1920—1923 роках — монтер Московського радіотелеграфного заводу. У 1922 році вступив до комсомолу.
У 1923—1925 роках — слухач і секретар осередку РКСМ Бауманської районної школи радянського і партійного будівництва в Москві; завідувач відділу політичної освіти Бауманського районного комітету РКСМ; заступник завідувача відділу політичної освіти Московського міського комітету РКСМ.
Член РКП(б) з 1924 року.
У 1925—1926 роках — секретар осередку РЛКСМ Лікінської мануфактури Московської губернії.
У 1926—1928 роках — відповідальний секретар Орехово-Зуєвського повітового комітету ВЛКСМ Московської губернії; представник Московського комітету ВЛКСМ в Московській обласній раді профспілок.
У 1928 році — завідувач відділу праці та освіти Московського міського комітету ВЛКСМ.
У 1928—1930 роках — секретар, 1-й секретар Московського міського комітету ВЛКСМ.
7 грудня 1929 — 16 січня 1931 року — секретар ЦК ВЛКСМ.
У 1931 — вересні 1937 року — генеральний секретар виконавчого комітету Комуністичного інтернаціоналу молоді.
З квітня 1931 по липень 1935 року — член президії та кандидат у члени політичного секретаріату виконавчого комітету Комуністичного Інтернаціоналу.
У вересні 1937 року — в розпорядженні ЦК ВКП(б).
15 вересня 1937 року заарештований органами НКВС. Засуджений Воєнною колегією Верховного суду СРСР 27 листопада 1937 року до страти, розстріляний того ж дня. Похований на Донському цвинтарі Москви.
28 січня 1956 року посмертно реабілітований. У березні 1956 року поновлений в партії.